# 1791 у літературі

## Події
- Китайський письменник Гао Е віднайшов та вперше видав втрачений роман Цао Сюеціня «Сон у червоному теремі».

## Твори
- «Роман у лісі» (англ. The Romance of the Forest) — роман Енн Редкліфф.
- «Жустина, або Нещасна доля доброчесності» (фр. Justine ou les Malheurs de la vertu) — роман Маркіза де Сада.

### Поезія
- «Тем О'Шентер» (англ. Tam o' Shanter) — поема Роберта Бернса.

## Народились
- 15 січня — Франц Ґрільпарцер, австрійський поет і драматург.
- 24 лютого — Свейнб'єрн Егілссон, ісландський богослов, педагог, перекладач та поет.
- 21 вересня — Іштван Сечені, угорський політик, громадський діяч та письменник.
- 24 грудня — Ежен Скріб, французький драматург, який переважно писав комедії та водевілі.

## Померли
- 2 березня — Джон Веслі, засновник Методистської церкви, релігійний письменник.
- 2 квітня — Оноре Габрієль Мірабо, французький політик, письменник, оратор, революціонер, дипломат.